# Agrochola lineola
Agrochola lineola là một loài bướm đêm trong họ Noctuidae.